# Motor delantero y trasero

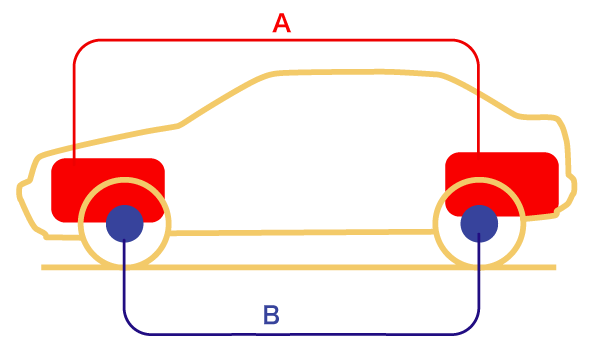
A:Motores
B:Tracción

Un automóvil con motor delantero y trasero (o con doble motor) se caracteriza por disponer de dos motores del mismo tipo, uno situado por delante del habitáculo y el otro por detrás. No debe confundirse con un vehículo híbrido, equipado con dos tipos de motores diferentes.

## Configuración
En estos vehículos, uno de los motores está montado en el espacio situado entre el parachoques delantero y el habitáculo, mientras que el otro está en el voladizo posterior (es decir, inmediatamente detrás del eje trasero).
Este tipo de solución mecánica permite construir de una forma relativamente sencilla vehículos 4x4 a partir de modelos generalmente con motor y tracción delanteros de origen, añadiendo un motor adicional en el portaequipajes trasero. La principal dificultad mecánica consiste en la sincronización de los dos motores, cuyos embragues y cajas de cambio deben funcionar simultáneamente al accionar un único pedal y una única palanca de cambio. 
Una variante es el doble motor dispuesto en una sola carcasa (delantera o trasera), como en el caso de la utilización de dos motores de motocicleta, como en el caso del Tiger Z100, equipado con dos motores Kawasaki ZX9 dispuestos en el capó delantero.

## Uso

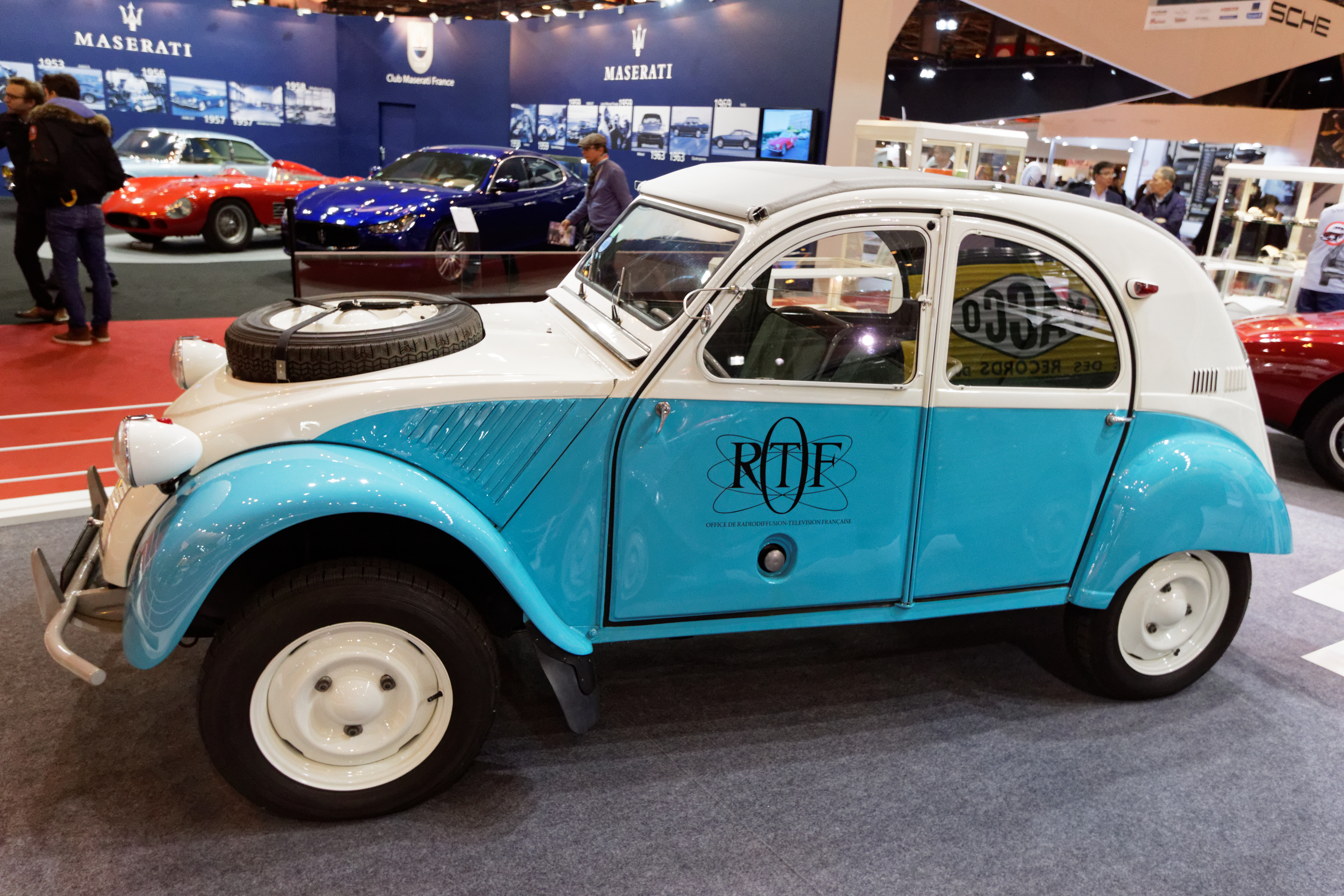
Citroën 2 CV Sahara, con un motor delantero y otro trasero

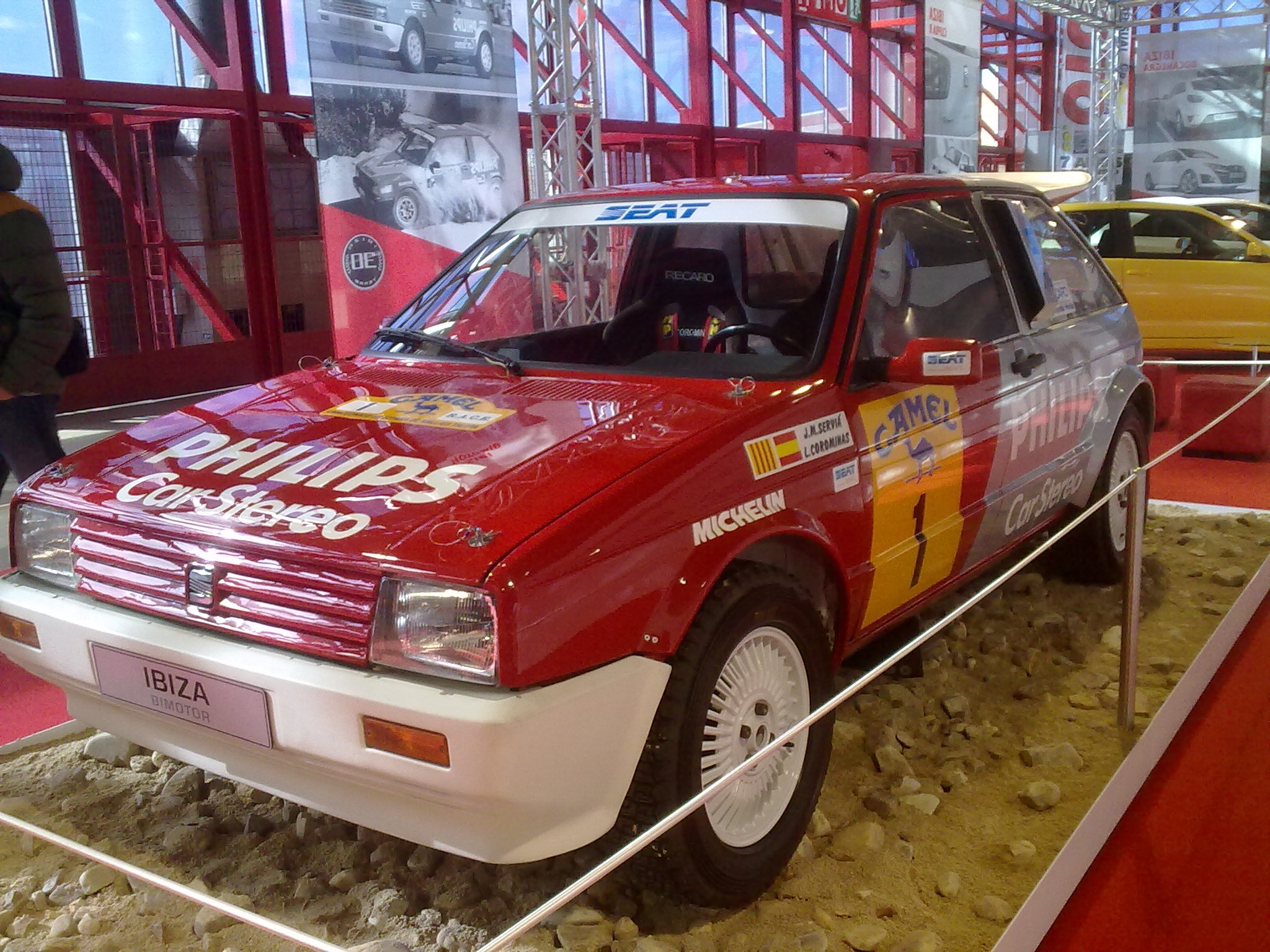
SEAT Ibiza Bimotor

Esta inusual solución se usa en vehículos especiales, generalmente del tipo 4x4, presentados a concursos. Un ejemplo es el Citroën 2 CV, pero también existen otros vehículos de construcción artesanal.
Un vehículo bastante notable de este tipo es el Citroën 2 CV Sahara, una versión lanzada en 1958 del popular 2 CV con tracción en las cuatro ruedas (4×4), equipado con dos motores (de 12 hp cada uno). Entre 1958 y 1971 se construyeron 694 unidades.
También utilizaron en la Pikes Peak International Hill Climb, donde participaron versiones del Suzuki Cultus y del Suzuki Escudo equipadas con dos motores hasta 1995.
En cuanto a vehículos de carretera, se puede citar una versión del Honda CR-X lanzada en 1985.
Otros prototipos que no pasaron de esta fase fueron el Volkswagen Durocco (un Volkswagen Scirocco al que se pretendía añadirle un motor trasero para competir contra el Audi Quattro en la década de 1980), y el Twini (un Mini con dos motores construido en 1962, que acabó estrellado con el legendario preparador John Cooper al volante).
En el campo de la competición deportiva, se puede citar el SEAT Ibiza Bimotor, que participó en el Campeonato de España de Rallyes de Tierra en 1987 y 1988. Diseñado para competir en el Grupo S, estaba equipado con un motor de 125 CV en cada eje, y pesaba menos de 1000 kg. Sin embargo, no tuvo continuidad, debido a la dificultad de sincronizar los dos motores y a problemas de calentamiento.
También son reseñables los camiones desarrollados por el fabricante neerlandés DAF para participar en el Rally París Dakar en la década de 1980, como el DAF Turbo Twin X1, un vehículo con dos motores y dos cajas de cambios que rendían 1200 caballos en total.

## Ventajas
Las ventajas de esta disposición para su uso en vehículos de propósito especial, son:
- Producir un vehículo 4x4 a partir de un vehículo de motor y tracción delanteros de una manera relativamente sencilla
- Poder utilizar dos motores idénticos sin tener que rediseñar uno nuevo

## Inconvenientes
- Con esta solución hay mayor dificultad en la gestión de la caja de cambios, que se puede sincronizar (cada motor tiene una caja de cambios y se accionan simultáneamente) o integrar los dos motores en una sola caja de cambios